# Cagliari Calcio
A Cagliari Calcio olasz labdarúgócsapatot 1920-ban alapították Cagliari városában. A 2022-23-as szezonban a Serie B-ben szerepel, miután a 2021-22-es szezonban kiesett a Serie A-ból. A klub az utóbbi években a Serie A és a Serie B között ingázik.
Egyetlen bajnoki címüket 1970-ben nyerték el, amikor Gigi Riva is a csapat tagja volt. A Cagliari hivatalos színei a kék és a fehér. A klub stadionja, a Stadio Is Arenas 16 200 néző befogadására képes.

## Története
A csapatot 1920-ban alapították Cagliari Football Club néven. Először a szardíniai bajnokságban vett részt. Eközben egy másik városi csapat is létrejött, nevezetesen az Unione Sportiva Italia. 2 év múlva már a tartomány első osztályában szerepeltek. Ezt követően a két klub összeolvadt és Club Sportivo Cagliari néven szerepeltek a bajnokságban.
Az 1928-as szezonban csatlakoztak a bajnoki élvonal legalsóbb osztályához. 1931-ben megnyerték a harmadosztályt, így a Serie B-be jutottak. 4 év után a csapat kiesett, és pénzügyi gondok miatt csődbe ment a klub. Egy új társaság US Cagliari néven újraalapították az egyesületet, ám a legalsóbb osztályba kerültek. Viszonylag hamar - 3 év után - ismét harmadosztályúvá léptek elő. A második világháború ellehetetlenítette a csapat félszigetre való folyamatos utazását, így egy külön bajnokságban Szardínia szigetén vettek részt. A háború befejeztével, mikor a gazdasági helyzet kezdett stabilizálódni valamint a közlekedés is biztonságosabb volt, a szövetség engedélyezte a klub visszatérését, így a Serie B-ben indulhattak, ahonnan egy év után kiestek.
Egyre jobb eredményeket értek el, majd 1952-ben magabiztosan megnyerve csoportjukat majd végül az osztályozót is felkerültek ismét a másodosztályba. '54-ben azonos pontszámmal végeztek a Pro Patriával a 2. helyen, ám a rájátszáson alulmaradtak. 2 évet kivéve egészen 1964-ig a B ligában szerepeltek.

### Feljutás és bajnoki cím
A feljutásban és az azt követő időszakban sok meghatározó labdarúgó szerepelt a csapatban: Nené (311 mérkőzés), Mario Brugnera (328), Luigi Riva (315), Mario Martiradonna (306). Az első idény első felében a csapat mindössze 9 pontot szerzett és az utolsó helyen állt a bajnokságban, a szezon végére legyőzvén a Juventust és a Milant is a 7. helyen zártak. Két év múlva a bajnokság gólkirálya Luigi Riva lett 18 találattal és a Cagliarié lett a legjobb védelem is, mivel még a bajnok Juventusnál is kevesebb, 17 gólt kaptak.
Két évvel később a Fiorentina mögött a 2. helyen végeztek. Az olasz kupában is döntőt vívhattak ám az Roma mögött itt is csak ezüstérmesek lettek (a döntő egy csoportkörből állt). Egy évre rá ismét kiemelkedő teljesítményt nyújtottak és ezúttal meg is nyerték a Scudettot. Összesen 2 vereséget szenvedtek és 11 gólt kaptak, ami mindmáig rekord az európai topligákban. Riva ismét gólkirály lett 21 góllal. Az olasz kupában ismét döntőt vívhattak, ám az előző évhez képest most sem sikerült megnyerniük.

### Ingadozás, majd feljutás
A siker után visszaesés következett, a csapat 1976-ban utolsó helyen végzett így a Serie B-be jutottak. '79-ben kis szerencsével a 2. helyet szerezték meg a másodosztályban így ismét feljutottak. 1981-ben úgy tűnt stabilizálódhat a helyzetük, mivel a 6. helyen tudtak végezni, ám két év múlva ismét kiestek. '87-ben egy gyenge szezont követően a harmadosztályba estek vissza. Egy év elteltével szerződtették a kispadra Claudio Ranierit aki a Serie A-ba juttatta két éven belül a klubot. 1993-ban a 6. hely megszerzésével a Cagliari kvalifikálta magát az UEFA-kupába  ahol egészen ez elődöntőig meneteltek. Ott a szintén olasz Intertől 5–3-as vereséget szenvedtek, ám így is elismerésre méltó volt a teljesítményük.
1997-ben azonos pontszám miatt rájátszást játszhattak a Picenzával a bennmaradásért, ám a nápolyi találkozót 3–1-re elveszítették. Egy év után ismét visszakerültek, de csak 2 évig, amikor is 22 ponttal megint kiesni kényszerültek.
A következő években a középmezőny tagjai voltak, egészen 2004-ig, amikor a másodosztály megnyerésével ismét feljutottak. Egy évadot kivéve a tabella közepén végzett a csapat, 2007-ben csupán egy ponttal a Chievo előtt a 17-ek lettek. A legutóbbi szezonban 9. lett a klub.

## Eredmények
- Olasz bajnokság – Serie A

Bajnok (1): 1969–70
- Olasz bajnokság - Serie B

Bajnok (1): 2015-16

UEFA-kupa
Elődöntős (1): 1993-94

## Jelenlegi keret
2021. január 8. szerint.
| #  |          | Poszt | Név                                                |
| -- | -------- | ----- | -------------------------------------------------- |
| 1  | olasz    | K     | Simone Aresti                                      |
| 2  | uruguay  | V     | Diego Godín                                        |
| 3  | olasz    | V     | Alessandro Tripaldelli                             |
| 4  | belga    | KP    | Radja Nainggolan (kölcsönben az Internazionaletól) |
| 6  | horvát   | KP    | Marko Rog                                          |
| 8  | románia  | KP    | Răzvan Marin (kölcsönben az Ajaxtól)               |
| 9  | argentin | CS    | Giovanni Simeone                                   |
| 10 | brazil   | KP    | João Pedro                                         |
| 12 | olasz    | KP    | Fabrizio Caligara                                  |
| 14 | olasz    | V     | Simone Pinna                                       |
| 15 | észt     | V     | Ragnar Klavan                                      |
| 17 | francia  | KP    | Mattéo Tramoni                                     |
| 18 | uruguay  | KP    | Nahitan Nández                                     |
| 19 | olasz    | V     | Fabio Pisacane                                     |
| 20 | uruguay  | KP    | Gastón Pereiro                                     |
| 21 | uruguay  | CS    | Christian Oliva                                    |
| 22 | görög    | V     | Harálambosz Likojiánisz                            |
| 23 | olasz    | V     | Luca Ceppitelli (C)                                |

| #  |         | Poszt | Név                                          |
| -- | ------- | ----- | -------------------------------------------- |
| 24 | olasz   | KP    | Paolo Faragò                                 |
| 25 | olasz   | KP    | Gabriele Zappa (kölcsönben a Pescaratól)     |
| 26 | angola  | CS    | Zito Luvumbo                                 |
| 27 | olasz   | CS    | Alberto Cerri                                |
| 28 | olasz   | K     | Alessio Cragno                               |
| 30 | olasz   | CS    | Leonardo Pavoletti                           |
| 31 | olasz   | K     | Guglielmo Vicario                            |
| 33 | olasz   | CS    | Riccardo Sottil (kölcsönben a Fiorentinatól) |
| 37 | algéria | CS    | Adam Ounas (kölcsönben a Napolitól)          |
| 40 | lengyel | V     | Sebastian Walukiewicz                        |
| 44 | olasz   | V     | Andrea Carboni                               |
| 93 | horvát  | V     | Marko Pajač                                  |

### Kölcsönben
2020. október 25. szerint
| # |       | Poszt | Név                                               |
| - | ----- | ----- | ------------------------------------------------- |
| — | kongó | V     | Senna Miangué (Eupennél 2021. június 30-ig.)      |
| — | olasz | KP    | Roberto Biancu (Olbianál 2021. június 30-ig.)     |
| — | olasz | KP    | Nunzio Lella (Olbianál 2021. június 30-ig.)       |
| — | olasz | KP    | Alessandro Deiola (Spezianál 2021. június 30-ig.) |
| — | olasz | KP    | Federico Marigosu (Olbianál 2021. június 30-ig.)  |

| # |          | Poszt | Név                                                |
| - | -------- | ----- | -------------------------------------------------- |
| — | horvát   | KP    | Filip Bradarić (Al-Ainnál 2021. június 30-ig.)     |
| — | bolgár   | CS    | Kiril Deszpodov (Ludogorecnél 2021. június 30-ig.) |
| — | olasz    | CS    | Riccardo Ladinetti (Olbianál 2021. június 30-ig.)  |
| — | brazil   | CS    | Diego Farias (Spezianál 2021. június 30-ig.)       |
| — | kolumbia | CS    | Damir Ceter (Pescaranál 2021. június 30-ig.)       |
| — | olasz    | CS    | Luca Gagliano (Olbianál 2021. június 30-ig.)       |

## Visszavonultatott mezszámok
- 11 –  Luigi Riva, csatár, (1963–78)
- 13 –  Davide Astori védő (2008–14) – Posztumusz-díj[1]

## Ismertebb játékosok
| - Enrico Albertosi - Roberto Boninsegna - Massimiliano Cappioli - Pier Luigi Cera - Angelo Domenghini - Mauro Esposito - Antonio Langella - Alberto Marchetti - Gianfranco Matteoli - Francesco Moriero - Roberto Muzzi - Comunardo Niccolai - Giuseppe Pancaro - Luigi Piras - Gigi Riva - Franco Selvaggi - Pietro Paolo Virdis - Cristiano Zanetti - Gianfranco Zola | - Daniel Fonseca - Enzo Francescoli - José Oscar Herrera - Nelson Abeijón - Fabian O'Neill - Darío Silva - Waldemar Victorino - Gerry Hitchens - Fánisz Katerjanákisz - Patrick M'Boma - Julio Cesar Dely Valdes - François Modesto - Luis Oliveira - Marco Pascolo - Ramon Vega - David Suazo - Julio César Uribe |

## Elnökök
A klubnak számos elnöke volt az idők során, közülük néhányan egyben a klub tulajdonosai voltak, néhányan pedig „csak” tiszteletbeli elnökök.
| Név                     | Évek      |
| ----------------------- | --------- |
| Gaetano Fichera         | 1920–1921 |
| Antonio Zedda           | 1921      |
| Giorgio Mereu           | 1921–1922 |
| Angelo Prunas           | 1922–1924 |
| Agostino Cugusi         | 1924–1926 |
| Vittorio Tredici        | 1926–1928 |
| Carlo Costa Marras      | 1928–1929 |
| Enzo Comi               | 1929–1930 |
| Giovan Battista Bosazza | 1930–1931 |
| Guido Boero             | 1931–1932 |
| Vitale Cao              | 1932–1933 |
| Enrico Endrich          | 1933      |

| Név                | Évek      |
| ------------------ | --------- |
| Pietro Faggioli    | 1933–1934 |
| Aldo Vacca         | 1934–1935 |
| Mario Banditelli   | 1935–1940 |
| Giuseppe Depperu   | 1940–1943 |
| Eugenio Camboni    | 1944–1946 |
| Umberto Ceccarelli | 1946–1947 |
| Emilio Zunino      | 1947–1949 |
| Domenico Loi       | 1949–1953 |
| Pietro Leo         | 1953–1954 |
| Efisio Corrias     | 1954–1955 |
| Ennio Dalmasso     | 1955–1957 |
| Giuseppe Meloni    | 1957–1960 |

| Name            | Years         |
| --------------- | ------------- |
| Enrico Rocca    | 1960–1968     |
| Efisio Corrias  | 1968–1971     |
| Paolo Marras    | 1971–1973     |
| Andria Arrica   | 1973–1976     |
| Mariano Delogu  | 1976–1981     |
| Alvaro Amarugi  | 1981–1984     |
| Fausto Moi      | 1984–1986     |
| Luigi Riva      | 1986–1987     |
| Lucio Cordeddu  | 1987          |
| Antonio Orrù    | 1987–1991     |
| Massimo Cellino | 1991–jelenleg |

## Vezetőedzők
| Név                             | Nemzetiség | Évek      |
| ------------------------------- | ---------- | --------- |
| Gaetano Fichera                 | ITA        | 1920–1921 |
| Giorgio Mereu                   | ITA        | 1921–1923 |
| Angelo Colombo                  | ITA        | 1923–1926 |
| Natale Archibusacci             | ITA        | 1926–1927 |
| Winkler Róbert                  | HUN        | 1927–1930 |
| Egri Erbstein                   | HUN        | 1930–1932 |
| Kuttik András                   | HUN        | 1932–1934 |
| Enrico Crotti                   | ITA        | 1934–1935 |
| Molnár Ferenc                   | HUN        | 1935      |
| Roberto Orani                   | ITA        | 1935–1936 |
| Renato Bonello                  | ITA        | 1936–1938 |
| Winkler Róbert                  | HUN        | 1938–1939 |
| Mariolino Congiu                | ITA        | 1939–1941 |
| Mariolino Congiu Enrico Corrias | ITA · ITA  | 1941–1942 |
| Mariolino Congiu                | ITA        | 1942–1946 |
| Raffaele D'Aquino               | ITA        | 1946–1948 |
| Winkler Róbert                  | HUN        | 1948–1949 |
| Armando Latella                 | ITA        | 1949–1950 |
| Mariolino Congiu                | ITA        | 1950      |
| Enrico Carpitelli               | ITA        | 1950–1951 |
| Mariolino Congiu                | ITA        | 1951      |
| Federico Allasio                | ITA        | 1951–1954 |
| Vincenzo Soro                   | ITA        | 1954      |
| Carlo Alberto Quario            | ITA        | 1954–1955 |
| Silvio Piola                    | ITA        | 1955–1956 |
| Carlo Rigotti                   | ITA        | 1956–1957 |
| Silvio Piola                    | ITA        | 1957      |
| Mariolino Congiu                | ITA        | 1957–1958 |
| Piero Andreoli                  | ITA        | 1958      |
| Stefano Perati                  | ITA        | 1958–1960 |
| Carlo Rigotti                   | ITA        | 1960–1961 |
| Arturo Silvestri                | ITA        | 1961–1966 |
| Ettore Puricelli                | Uruguay    | 1967–1968 |
| Manlio Scopigno                 | ITA        | 1968–1972 |
| Edmondo Fabbri                  | ITA        | 1972–1973 |
| Giuseppe Chiappella             | ITA        | 1973–1975 |
| Luigi Radice                    | ITA        | 1975      |
| Luis Suárez                     | ESP        | 1975–1976 |
| Mario Tiddia                    | ITA        | 1976      |
| Lauro Toneatto                  | ITA        | 1976–1978 |
| Mario Tiddia                    | ITA        | 1978–1981 |

| Név                      | Nemzetiség | Évek      |
| ------------------------ | ---------- | --------- |
| Paolo Carosi             | ITA        | 1981–1982 |
| Gustavo Giagnoni         | ITA        | 1982–1983 |
| Mario Tiddia             | ITA        | 1983–1984 |
| Fernando Veneranda       | ITA        | 1984–1985 |
| Renzo Ulivieri           | ITA        | 1985–1986 |
| Gustavo Giagnoni         | ITA        | 1986–1987 |
| Enzo Robotti             | ITA        | 1987–1988 |
| Mario Tiddia             | ITA        | 1988      |
| Claudio Ranieri          | ITA        | 1988–1991 |
| Massimo Giacomini        | ITA        | 1991      |
| Carlo Mazzone            | ITA        | 1991–1993 |
| Luigi Radice             | ITA        | 1993–1994 |
| Bruno Giorgi             | ITA        | 1994      |
| Oscar Washington Tabarez | Uruguay    | 1994–1995 |
| Giovanni Trapattoni      | ITA        | 1995–1996 |
| Bruno Giorgi             | ITA        | 1996      |
| Gregorio Pérez           | Uruguay    | 1996      |
| Carlo Mazzone            | ITA        | 1996–1997 |
| Giampiero Ventura        | ITA        | 1997–1999 |
| Oscar Washington Tabarez | Uruguay    | 1999      |
| Renzo Ulivieri           | ITA        | 1999–2000 |
| Gianfranco Bellotto      | ITA        | 2000–2001 |
| Giuseppe Materazzi       | ITA        | 2001      |
| Antonio Sala             | ITA        | 2001–2002 |
| Giulio Nuciari           | ITA        | 2002      |
| Nedo Sonetti             | ITA        | 2002      |
| Giampiero Ventura        | ITA        | 2002–2004 |
| Edoardo Reja             | ITA        | 2004      |
| Daniele Arrigoni         | ITA        | 2004–2005 |
| Attilio Tesser           | ITA        | 2005      |
| Daniele Arrigoni         | ITA        | 2005      |
| Davide Ballardini        | ITA        | 2005–2006 |
| Nedo Sonetti             | ITA        | 2006      |
| Marco Giampaolo          | ITA        | 2006–2007 |
| Nedo Sonetti             | ITA        | 2007      |
| Davide Ballardini        | ITA        | 2007–2008 |
| Massimiliano Allegri     | ITA        | 2008–2010 |
| Giorgio Melis            | ITA        | 2010      |
| Pierpaolo Bisoli         | ITA        | 2010      |
| Roberto Donadoni         | ITA        | 2010–2011 |
| Massimo Ficcadenti       | ITA        | 2011      |
| Davide Ballardini        | ITA        | 2011–2012 |